# Société de secours mutuel

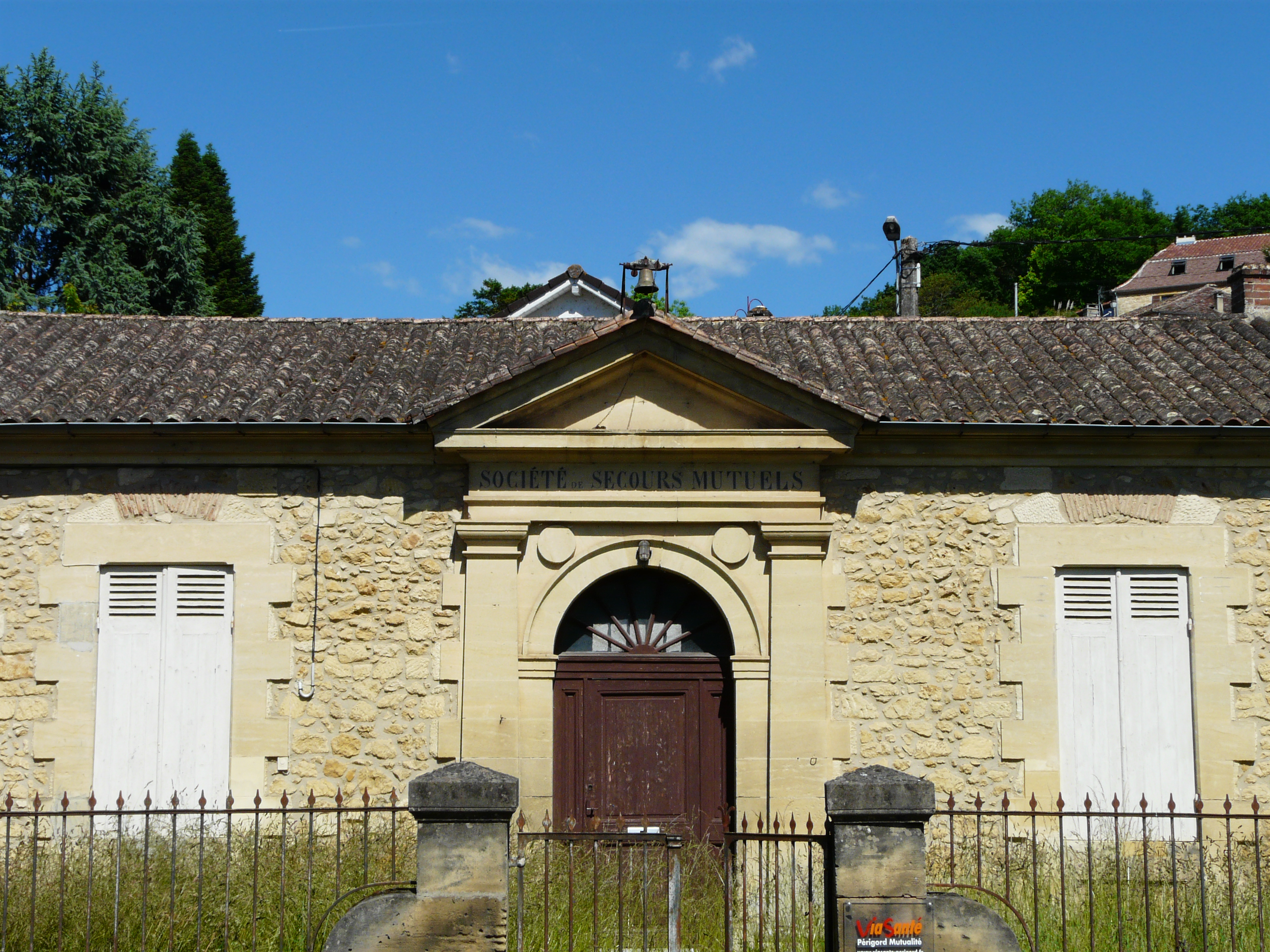
Bâtiment de la Société de secours mutuels à Couze-et-Saint-Front, en Dordogne.

Les sociétés de secours mutuel sont des organisations qui pratiquent l'entraide entre les adhérents pour réduire les effets de problèmes comme la maladie, l'infirmité, les accidents, le chômage, le décès ou, plus marginalement, la retraite. De telles sociétés existent ou existaient, entre autres, en France, en Italie au Canada et aux États-Unis.

## Dans l'antiquité
Théophraste, en l'an 288 av. J.-C., les mentionne dans un de ses traités : « Il existait, chez les Athéniens et dans les autres États de la Grèce, des associations ayant une bourse commune, que leurs membres alimentaient par le payement d'une cotisation mensuelle. Le produit de ces cotisations était destiné à donner des secours à ceux d'entre eux qui avaient été atteints par des revers de fortune ».

## En France

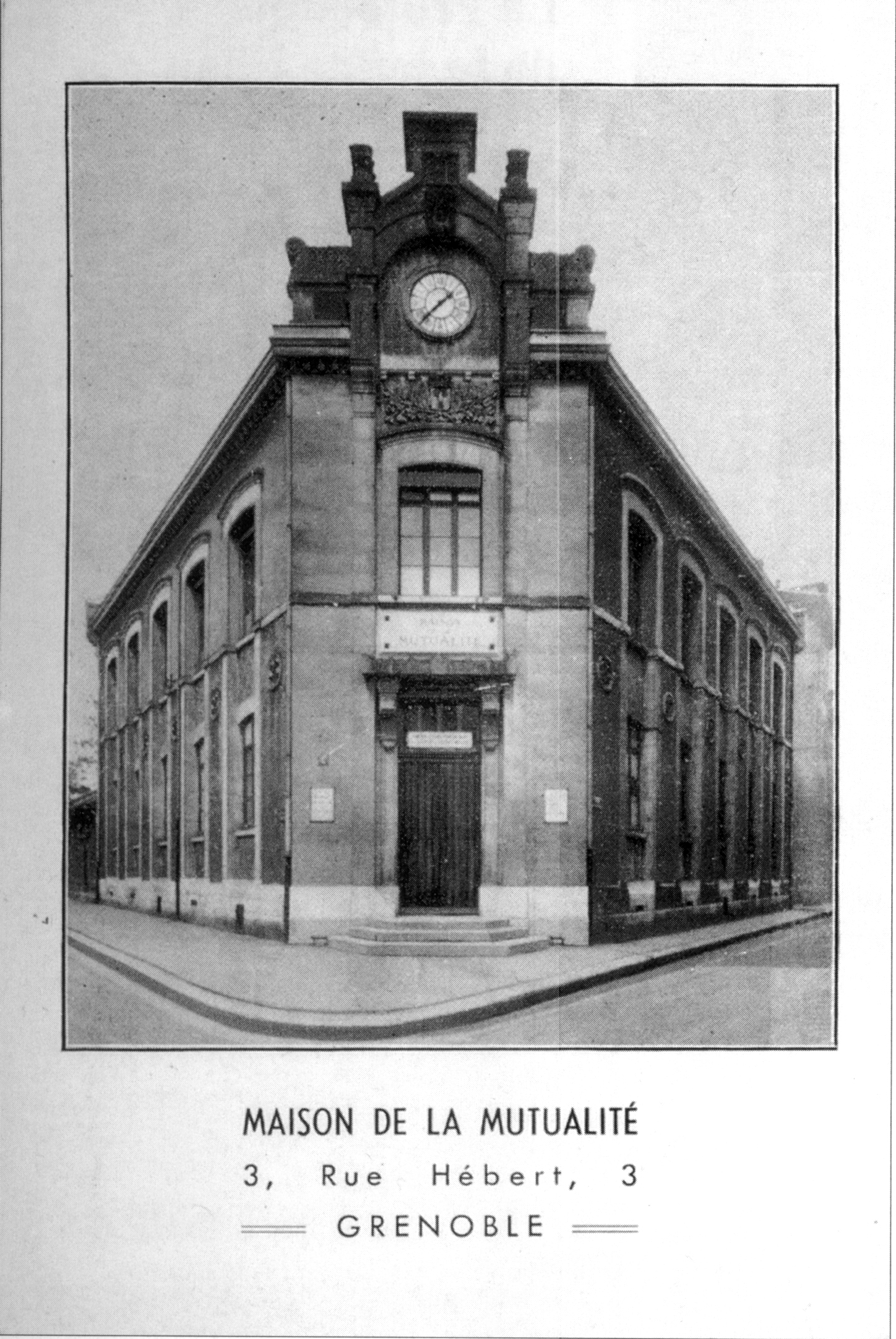
La maison de la mutualité de Grenoble au début du XXe siècle.

Les sociétés de secours mutuel sont les ancêtres des mutuelles telles que régies par la Charte de la mutualité.
Ces sociétés sont apparues au XVIIIe siècle, où elles ont succédé aux corporations. Elles sont abolies provisoirement sous la Révolution par le décret d'Allarde et la loi Le Chapelier pour renaître sous le Premier Empire. Organisés par branche ou par métier, les ouvriers doivent s'acquitter d'un droit d'entrée et d'une cotisation mensuelle. Par exemple, les canuts de Lyon étaient regroupés en 1828 au sein de la société du Devoir mutuel et versaient un droit d'entrée de 3 francs et une cotisation mensuelle d'un franc. À Grenoble, la société de bienfaisance mutuelle des gantiers est créée dès 1803 et demeurera longtemps l'une des plus importantes de ces sociétés,. Au 31 décembre 1862, on comptait en France 4 582 sociétés de secours mutuel, comprenant 639 044 membres, dont 73 881 honoraires, et 565 163 participants. Les derniers se composent de 478 855 hommes et 86 308 femmes.
L'État surveille les sociétés de secours mutuel, car les fonds peuvent à l'occasion servir à soutenir une grève. Aussi, le maire ou le commissaire de police peuvent assister aux réunions.
Le premier texte officiel reconnaissant les sociétés mutualistes, alors appelées sociétés de secours mutuel, est la loi du 15 juillet 1850, promulguée sous la deuxième République et signée de Louis-Napoléon Bonaparte. Cette loi ne fut abrogée qu'en décembre 2019.
À la suite de l'adoption du Code de la mutualité en 1945, les sociétés de secours mutuel prennent le nom de sociétés mutualistes ou « mutuelles ».
En Guadeloupe, de premières sociétés féminines d'assistance mutuelle apparaissent à la fin du 19e siècle. Ainsi se trouve la Mutuelle des ménagères. Les Roses fanées ou Fleurs fanées, crée en 1884, devient une mutualité en 1907. Le caractère explicite du célibat, du sexe et du vieillissement y est revendiqué. En Martinique le mouvement mutuel féminin arrive plus tardivement, bien que l'Ouvroir des jeunes filles de Fort-de-France, accueillant les jeunes filles de la population ouvrière, soit créé dès 1825. À cette époque, il s'agissait de former les femmes à des habitudes d'ordre, de travail et de régularité. À part leurs membres, peu de choses distinguaient sur le principe ces sociétés des confréries noires esclavagistes. -.
Les sociétés de secours féminines en Guadeloupe étaient très politisées, à la différence de celles de Martinique. En Guadeloupe, au début du 20e siècle elles naissent dans la mouvance du Parti socialiste (France) ou se rattachent à la Libre-pensée. Ainsi la Société des Vraies Filles de Schoelcher, les Vraies Filles de l’Espérance, les Vraies Filles de l’Avenir, la Société des Filles de la Victoire. Le Sou des dames, société mutuelle féminine, créée en 1905, comptait 800 sociétaires en 1910, se déclarait être pour le Parti radical (France). Le Groupe des femmes socialistes, créée en 1902, était explicitement politique. Dans leurs projets de société, la femme occupait une place importante au Parti Socialiste et chez les Francs-Maçons. La Société des Vraies Filles de Schoelcher avait une martyre : Armantine, tuée par des gendarmes le 21 janvier 1892 et à qui ses adhérentes dédiaient un « pèlerinage de piété socialiste » chaque année. La Société des Filles de la Victoire participait aux manifestations du Parti Socialiste et organisait chaque année la fête des Enfants de Marianne. -.
En Martinique, les sociétés d'assistance féminines entretiennent peu de relation avec les niveaux politiques, et restent très actives dans la sphère sociale. Il y avait Saint-Louis des Dames et Prévoyance des femmes, fondées en 1901, l’Union des Dames de Tivoli, en 1907, l’Union des Dames martiniquaises, en 1915. En 1928, l'association Les Guides de France est affiliée aux Scouts de France, et, en 1932, née l'Association des Dames Françaises de la Croix Rouge. Ces sociétés sont menées par des femmes de couleur de la bourgeoisie de Fort-de-France. Elles ont tout un réseau de relations, et mènent la lutte contre la pauvreté, le racisme et le sexisme, en s'appuyant sur l'influence de leur mari. Souvent elles s'impliquent dans plusieurs sociétés, et ne travaillent pas seulement en faveur des femmes, mais aussi des orphelins, des enfants, ou des prisonniers. Elles fondèrent des œuvres caritatives sans nombre. Ces sociétés ne formulent aucune revendication d'ordre féministe, mais donnent de la visibilité à la condition féminine, et portent les femmes sur un pied d'égalité avec les hommes. Elles fabriquent de la solidarité entre les différentes classes de la société, et, par conséquent ne sont finalement pas sans conséquences au niveau politique. -.

### Société typographique de Paris
Fondée en 1848, elle ne se préoccupait que du maintien du salaire de l'ouvrier typographe. Par la suite, les sociétaires se séparèrent, les uns gardant le même nom, les autres créant l'« Association libre du tarif ». En 1860, ils se réunissent à nouveau, l'ouvrier redevient sociétaire, et la « Société typographique parisienne » est créée pour garantir une protection .

### Rapports annuels

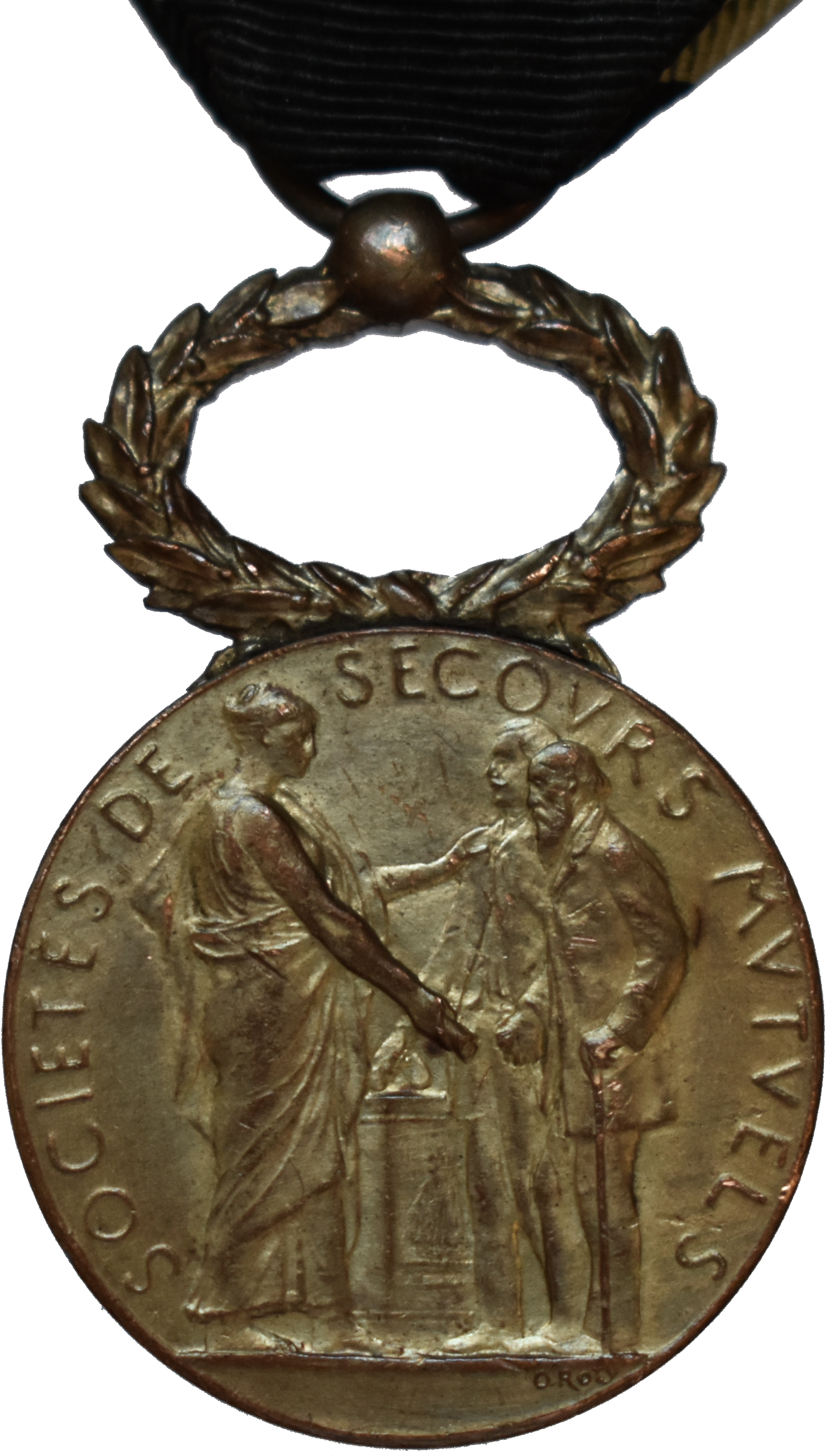
Médaille des sociétés de secours mutuels par Oscar Roty

Le Ministère de l'intérieur produisit de 1853 à 1931 un Rapport à l'Empereur sur la situation des sociétés de secours mutuels devenant Rapport à M. le Président de la République après la fin du Second Empire en 1870.

### Distinctions
Conformément à l'article 19 du décret du 26 mars 1852, des récompenses honorifiques sont accordées aux membres de ces sociétés : médailles d'or, d'argent, de bronze. Certains membres se distinguant particulièrement se sont vu remettre la Légion d'Honneur.
Le modèle le plus répandu fut gravé par Oscar Roty. Au revers un cartouche était prévu pour y inscrire le nom, prénom et origine du récipiendaire.